# Chiffa
Chiffa là một đô thị thuộc tỉnh Blida, Algérie. Dân số thời điểm năm 2002 là 26.703 người.